# Osuga Glacier
Osuga Glacier är en glaciär i Antarktis. Den ligger i Östantarktis. Nya Zeeland gör anspråk på området. Osuga Glacier ligger 1 589 meter över havet.
Terrängen runt Osuga Glacier är bergig söderut, men norrut är den kuperad. Trakten är obefolkad. Det finns inga samhällen i närheten. 